# 누르 앗딘
알 말리크 알 아딜 누르 앗딘 아부 알 카짐 마흐무드 이븐 이마드 앗딘 장기 또는 누르 앗딘(1118년- 1174년 5월 15일, 아랍어:نور الدين)은 시리아 등을 지배한 셀주크 왕조계의 아타베그 정권 장기 왕조의 제2대 술탄(재위:1146-1174)이다. 장기의 아들로써 십자군 국가와 이집트(파티마 왕조), 다마스쿠스(부리왕조)와 싸워 영토를 넓히며 이슬람 세력의 통일을 꾀했다. 십자군 측 사료에는 누라디우스(Noradinus)로 나오기도 하며, 이름의 뜻은 '종교/신앙의 빛'이란 의미이다. 흔히 서방에서는 누레딘으로 줄여서 부른다.

## 생애
1146년 아버지 장기가 암살된 후, 영토를 형과 분할해 시리아의 서쪽 절반을 얻어 알레포의 태수가 되었다. 이슬람 세력의 결집을 꾀해 셀주크 왕조의 여러 지방 정권과 동맹을 체결해 안티오키아 공국과 영지 탈환을 목표로 하던 에데사 백국과 싸웠다. 1148년 제2차 십자군이 원정해왔으나, 그들은 예루살렘 왕국과 친하던 다마스쿠스를 공격해 누르 앗딘과 다마스쿠스를 접근시키게 만들었다. 제2차 십자군이 성과를 얻지 못하고 철수한 후, 안티오키아 공국의 영토 대부분을 빼앗고 안티오키아의 공작 레몽을 사로잡아 처형하였다. 그 후 에데사 백작도 사로잡아 누르 앗딘의 지배는 안정되었다. 1154년 다마스쿠스도 장기 왕조의 지배하에 들어가 시리아의 대부분을 지배하였다. 1164년때부터 십자군 세력과 전투를 접고 로마 제국의 황제 마누엘 1세 콤네누스와 동맹을 맺고 셀주크 왕조의 술탄과 다툼을 벌였다.
아나톨리아의 룸 술탄국은 자신들이 셀주크 왕조의 정통을 이어받은 것이라 인정하지만 아나톨리아에 대한 지배의 정통성에는 의문을 갖고 있기에 계속해서 대립하고 있었다. 특히 킬리지 아르슬란 2세와는 즉위 당초부터 항상 주변 아타베그 정권인 셀주크 왕조계의 세력과 대(對)비잔티움 제국 정책 등에서 대립하고 있었다. 킬리지 아르슬란이 동방진출을 기도하자 당시 시바스, 마라시, 말라티아 등의 동 아나톨리아 일대를 영유하던 셀주크계 아미르 가계였던 다니슈멘드 가문을 둘러싸고 다툼을 벌였다.
1173년 킬리지 아르슬란이 말라티아로 침공을 하자 누르 앗딘은 말라티아의 영토에 있던 다니슈멘드의 즈눈을 후원하는 군을 파견했다. 타우로스 산맥에서 룸 술탄국 군대의 퇴로를 끊고 포위했다. 킬리지 아르슬란은 누르 앗 딘이 제시한 강화 조약을 승낙하고 누르 앗딘은 죽을 때까지 말라티아에 자군을 주둔시키며 와지르를 파견하여 이 지역의 감독과 방위에 힘썼다.
이집트 파티마 왕조가 예루살렘 왕국의 공격을 받게되어 지원을 요청하자 누르 앗딘은 쿠르드족 출신의 휘하 장군 시르쿠 (살라흐 앗 딘의 삼촌)를 이집트로 파견했다. 1169년 살라흐 앗딘이 이집트의 재상이 되어 이집트를 완전히 지배하에 두었다. 그러나 살라흐 앗딘이 사실상 독립하여 1171년, 1173년 누르 앗딘의 예루살렘 공격에도 참가하지 않고, 예루살렘을 자신과 누르 앗딘 세력의 완충지대로 존속하길 바랐다.
1174년 독립한 살라흐 앗딘을 처벌하기 위해 이집트 원정을 준비하던 누르 앗딘은 5월에 열병에 걸려 사망했다. 그의 아들 앗살리흐 이스마일이 그의 뒤를 이었으나, 살라흐 앗딘의 이집트 정권(아이유브 왕조)에게 병합당한다.
예루살렘 공략과 제3차 십자군 등의 전투로 인해 이슬람의 영웅으로써 살라흐 앗딘이 유명하지만, 그 기반은 누르 앗딘이 만든 것이라고 보아야 할 것이다. 용모가 수려하고 단정하며 용맹한 전사여서 전장에서는 활과 화살통을 2개나 몸에 지니고 다니면서, 솔선하여 전선에서 싸웠다고 전해진다. 또한 알레포, 다마스쿠스 등에 누리야 대학은 그가 창설한 것으로 셀주크 왕조의 니자미야 대학과 함께 시리아 일대에 하나피 법학파 등의 수니파 교학의 진흥에 큰 공헌을 하였다.

## 참고 및 참조문헌
- Maalouf, Amin. The Crusades Through Arab Eyes, 1985
- Steven Runciman, A History of the Crusades, vol. II: The Kingdom of Jerusalem. Cambridge University Press, 1952
- The Damascus Chronicle of the Crusades, Extracted and Translated from the Chronicle of Ibn al-Qalanisi. H.A.R. Gibb, 1932 (reprint, Dover Publications, 2002)
- William of Tyre, A History of Deeds Done Beyond the Sea, trans. E.A. Babcock and A.C. Krey. Columbia University Press, 1943

| 전임 이마드 앗딘 장기 | 알레포의 아미르 1146년 ~ 1174년 | 후임 앗살리흐 이스마일 |

| 전임 무지르 앗딘 아바크 | 다마스쿠스의 아미르 1156년~ 1174년 | 후임 앗살리흐 이스마일 |